# Шеринг, Эрнст
Эрнст Христиан Юлиус Шеринг (нем. Ernst Christian Julius Schering; 13 июля 1833, близ Блеккеде — 2 ноября 1897, Гёттинген) — немецкий математик, профессор, педагог, член-корреспондент Берлинской академии наук.

## Биография
Эрнст Христиан Юлиус Шеринг родился в семье лесника. С 1850 года изучал гражданское строительство в городе Ганновере, а с 1852 — высшую математику и физику в Гёттингенском университете. Здесь он слушал лекции Гаусса, Морица Штерна, П. Лежёна-Дирихле, Г. Римана, В. Вебера.
В 1857 получил степень доктора философии, защитив диссертацию на тему математической теории электрических токов и, кроме того, награждён премиями за сочинения: «Zur ma thematischen Theorie elektrischer Ströme. Beweis der allgemeinen Lehrsä tze der Elektrodynamik, bes. der Inductionslehre aus d. elektr. Grundgesetze» (1857; также Poggendorff’s «Annalen der Physik und Chemie», 1857) и «Ueber die conforme Abbildung des E lipsoï ds auf der Ebene» (1858).
Прошел процесс хабилитации в 1858. С 1860 занял профессорскую кафедру Гёттингенского университета, с 1868 после самоубийства В. Клинкерфуса был назначен на пост директора Гёттингенской геомагнитной обсерватории, которую до него возглавлял Гаусс.
В 1884—1886 возглавлял отделение астрономии университета.
В 1889 стал тайным советником.
С 1862 — член Академии наук в Гёттингене. В 1887/1888 и 1890/1891 возглавлял академию.
С 1875 — член-корреспондент Берлинской академии наук.
С 1863 принимал участие в качестве редактора в осуществлении предпринятого геттингенским Обществом наук издания полного собрания сочинений К. Ф. Гаусса.
Его брат Карл Юлиус Эдуард Шеринг (1854—1925) был профессором математики в Страсбурге, а затем профессором физики в Дармштадте.
Сын Харальд был профессором в области электроинженерии в Ганновере.

## Избранные научные труды
Научными работами Э. Шеринга, в основном, была как чистая математика, так и теоретическая физика.
- «Théorèmes relatifs aux formes binaires quadratiques qui représentent les mêmes nombres» («Journal de Liouville», XXIV, 1859); * «Erweiterung der Gauss’schen Fundam.-Satzes für Dreiecke in stet. gekrümmt. Flächen» («Nachrichten von der Kgl. Gesellschaft der Wissenschaften u. der Georg-August-Universität zu Göttingen», 1868);
- «Die Schwerkraft, Linien, Flächen etc. in mehrfach ausgedehnten Gauss’schen und Riemann’schen Rä umen» (там же, 1870—73);
- «Beweis d. Reciproc.-Satzes f ü r die quadrat. Reste» (там же, 1879);
- «Ueber Gauss-Brief von 30 April 1807 an Sophie Germain» (там же);
- «Die Fundamental-Classen der zusammensetzbaren arithm. Formen» («Abhandlungen der K önigl. Gesellschaft der Wissenschaften zu Göttingen», XIV, 1869);
- «Hamilton-Jacobi’sche Theorie für Kräfte, deren Maass v. d. Bewegung der Körper abhä ngt» (там же, XVIII, 1879);
- «Verallgemeinerung d. Poisson- Jacobi’schen St ö rungsformeln» (там же, XIX, 1874);
- «Analytische Theorie der Determinanten» (там же, XXII, 1877);
- «Das Anschliessen e. Funct. an algebr. Functionen in unendlich vielen Stellen» (там же, XXVII, 1881);
- «La formule d’interpolation de M. Hermite, exprim ée algébriquement» («Comptes rendus des séances de l’Acadé mie des sciences des Paris», XCII, 1881); «Ueber die Theorie d. quadrat. Reste» («Acta mathematica», I, 1882) и проч.

Он также написал биографию Георга Фридриха Бернхарда Римана, близким другом которого он был.